# Jana Šaldová
Jana Šaldová (* 8. července 1975 Jilemnice), provdaná Suchardová, je bývalá česká běžkyně na lyžích, která závodila v letech 1994–2003.
Startovala na ZOH 1998, kde jejím nejlepším individuálním výsledkem bylo 28. místo v závodě na 5 km klasicky. Českému týmu pomohla k šestému místu v závodě družstev. Zúčastnila se také světových šampionátů v letech 1995, 1997 a 2001 a Zimní univerziády 2003.